# Gare de Brighouse
La gare de Brighouse est une gare ferroviaire du Royaume-Uni, située sur le territoire de la ville de Brighouse, dans le Yorkshire de l'Ouest en Angleterre. 
Les services à partir de Brighouse sont opérés par Northern Rail et Grand Central Railway.